# Карлсбад (Нью-Мексико)
Карлсбад (англ. Carlsbad) — город на юго-западе США, административный центр округа Эдди штата Нью-Мексико. Население — 25,4 тыс. человек (2006). Город получил имя в честь знаменитого курорта Карлсбад в Богемии (ныне Карловы Вары в Чехии). В 29 километрах от города расположен национальный парк США «Карлсбадские пещеры».

## История
В 1884 году Джон Эдди, Чарльз Б. Эдди и Амос Бисселл создали сельскохозяйственную компанию для освоения юго-востока Нью-Мексико. Одним из первых проектов стало ранчо Халагуэно (Halagueno Ranch) на участке от Севен-Риверс до Ла-Уэрта. В 1887 году Чарльз Б. Эдди построил дамбу на реке Пекос в трёх милях выше современной дамбы Авалон и система орошения. Деньги на строительство были получены от швейцарского банка, планировалось привлечь в эти тёплые и солнечные места поселенцев из Европы.
В 1887 году бывший шериф Пэт Гэрретт (Pat Garrett) и его спонсор Чарльз Грин совместно с Эдди создали на месте будущего города систему каналов для орошения. Город был основан 15 сентября 1888 года и получил наименование Эдди. В 1893 году получил муниципальный статус. В 1889 году была открыта первая школа на 35 учеников. В 1890 году братья Уитт (Witt) завершили строительство деревянного оросительного канала. В этом же году были построены мост через реку Пекос в районе Грин-стрит и дамба Авалон с системой оросительных каналов. Столица округа была перенесена из Севен-Риверс в новый город. 10 января 1891 года в Эдии пришёл первый состав по железной дороге из Пекоса.
Развитие курортного использования минеральной воды местных источников привело к изменению в 1899 году наименования города, получившего своё современное название в честь курорта Карлсбад в Богемии (ныне Карловы Вары в Чехии). За переименование проголосовало 83 жителя, против — 43. 25 марта 1918 года губернатор Нью-Мексико присвоил Карлсбаду статус города.
Повторное открытие местными крестьянами Карлсбадских пещер в 1901 году и открытие 14 мая 1930 года национального парка США «Карлсбадские пещеры» значительно добавило известности городу.
В 1925 году в окрестностях города были открыты месторождения поташа, и на многие годы Карлсбад стал основным поставщиком этого минерала на рынок США. В 1960-е в связи с сокращением рынка поташа местный бизнес и администрация выступили с инициативой создания пилотного проекта по созданию хранилища радиоактивных отходов (Waste Isolation Pilot Plant, WIPP). В 1979 году проект был одобрен Конгрессом, в 1980 году началось строительство. В 1993 году в Карлсбаде открыт офис Министерства энергетики США, а в 1999 году хранилище приняло первую партию отходов.

## География
Карлсбад расположен на берегах реки Пекос на юго-востоке штата Нью-Мексико в 40 километрах к северу от границы со штатом Техас. Территория расположена на северо-востоке пустыни Чихуахуа, чем определяются природные условия. Площадь города — 73,6 км² (28,4 кв. мили), из них лишь 0,1 км² заняты водной поверхностью.
Климат жаркий, наивысшая среднегодовая температура — 25,5 °C, самая низкая — 8,3 °C. Наиболее жаркий месяц — июль (высшая среднемесячная температура 35,6 °C), самые холодные — январь и декабрь (низшая среднемесячная температура −3 °C). Число солнечных дней в году — 350. Среднегодовое количество осадков — 15,5 мм. Прозрачность атмосферы (предел прямой видимости) — 64—80 км (40—50 миль).

## Демография
По данным переписи 2000 года, в Карлсбаде проживало 25 625 человек. В городе насчитывалось 9957 домовладений и 6949 семей. Плотность населения — 348,7 человек на 1 км² (903,3 на 1 кв. милю). Количество домов в городе — 11421, плотность застройки — 155,4 строений на 1 км² (402,6 на 1 кв. милю).
Расовый состав населения: 77,4 % белой расы, 2,2 % афроамериканцев, 1,25 % коренных американцев, 0,71 % национальностей Азии, 0,08 % национальностей Океании, 15,84 % других национальностей и 2,52 % смешанных двух и более национальностей. 36,75 % испаноязычных всех рас.
Из 9957 домовладений в 32,9 % имелись дети до 18 лет; 52,1 % занимали семейные пары; в 13,1 % проживали женщины без мужа; в 30,2 % — одинокие. Средний состав на одно домовладение — 2,51 человека, средний состав семьи — 3,03.
Средний возраст жителей — 38 лет.
Средний доход на домовладение составлял 30 658 долларов США, средний доход на семью — 35 640 долларов. Средний заработок мужчин — 31 214, женщин — 19 228 долларов. Средний доход на одного человека — 16 496 долларов. Примерно 13,1 % семей и 16,5 % населения жили ниже уровня бедности.

## Экономика
В основе экономики Карлсбада лежит добывающая промышленность. Окрестности города, входящие в Пермский бассейн, богаты нефтью и газом. Месторождение поташа в течение долгого времени остаётся самым продуктивным в США. В Карлсбаде расположено подразделение Министерства энергетики США, эксплуатирующее хранилище ядерных отходов трансурановых элементов.
В городе расположено много исследовательских учреждений. Исследовательский центр окружающей среды работает в отделении Университета штата Нью-Мексико, Центр исследований пещер и карста — при Институте горного дела (New Mexico Tech). Национальные исследовательские центры «Сандиа Лэборэтриз» и Лос-Аламосская национальная лаборатория имеют в городе свои подразделения.
В секторе услуг развивается несколько колл-центров и крупный медицинский центр.
В городе и окрестностях широко развит туризм. Два национальных парка, «Карлсбадские пещеры» (Carlsbad Caverns National Park) и «Горы Гуадалупе» (Guadalupe Mountains National Park), национальный лес Линкольн, парк штата Нью-Мексико «Живая природа пустыни» (Living Desert Zoo and Gardens State Park) и другие достопримечательности обеспечивают приток туристов.
Ежегодно проводится тур «Рождество на Пекосе».

## Городское управление
Городом управляет Совет из девяти человек, в который входят мэр города и по два избираемых члена Совета от каждого из четырёх городских районов (wards). Мэр города Боб Форрест (Bob Forrest).

## Культура
В музейно-культурном центре Карлсбада, основанном в 1931 году, расположены городской музей и картинная галерея. Экспозиция включает коллекцию произведений Макаду (McAdoo Collection). В апреле-мае проводится ежегодная выставка школьных работ, в сентябре — выставка народного искусства культуры Зиа, в марте и октябре проводятся ежегодные выставки местной художественной ассоциации.

## Образование
Среднее образование в Карлсбаде организует муниципальный школьный округ. Высшая школа Карлсбада имеет самую большую по площади территорию среди школ США.
В городе действуют отделения Университета штата Нью-Мексико, Юго-Западного Колледжа, Университета Нортвуд.

## Инфраструктура

### Транспорт
Карлсбад расположен на пересечении шоссе 285 (US 285), идущем с юга на север, и шоссе 62/180, идущем с запада на восток.
Южнее города расположен аэропорт «Город пещер» (Cavern City Air Terminal), обслуживаемый авиакомпанией Нью-Мексико Эйрлайнз. Рейсы осуществляются в Альбукерке, Эль-Пасо, Хобс и Розуэлл.